# 田中靖規
田中 靖規（たなか やすき、本名読み：たなか やすのり）は、日本の漫画家。和歌山県出身。『瞳のカトブレパス』（読切版）から、ペンネームの読みを本名の「やすのり」から「やすき」にした。

## 略歴
- 「獏」で、第39回（2002年9月期）天下一漫画賞（審査員：久保帯人）佳作を受賞。
- 「獏」が『赤マルジャンプ』2003年WINTER号に掲載されデビュー。
- 『青マルジャンプ』（週刊少年ジャンプ2004年4月1日特別増刊号）にて「DEAD/UNDEAD」を掲載。
- 『赤マルジャンプ』2004年SUMMER号にて「空中図鑑」を掲載。
- 『週刊少年ジャンプ』2006年40号にて「瞳のカトブレパス」を掲載。
- 『週刊少年ジャンプ』2007年25号から40号まで「瞳のカトブレパス」を連載。
- 『赤マルジャンプ』2008年WINTER号にて「ジャメヴ」を掲載。
- 『赤マルジャンプ』2009年WINTER号にて「鍵人 -カギジン-」を掲載。
- 『週刊少年ジャンプ』2009年33号から50号まで「鍵人 -カギジン-」を連載。
- 『最強ジャンプ』2012年08月号から10月号まで「メダロット7」を短期連載。原案・監修はロケットカンパニー、メカデザイン監修はほるまりんが担当した。
  - 2012年09月13日に発売された『メダロット7　カブトVer．／クワガタVer．パーフェクトロボトルブック[2]』に連載分が全話収録されている。
- 『最強ジャンプ』2013年05月号から「ガイストクラッシャー[3]」、『Vジャンプ』2013年06月特大号から「ガイストクラッシャー ファースト」を二誌同時連載開始。二作品ともカプコンが監修・協力。
- 『少年ジャンプ+』2017年10月23日から「サマータイムレンダ」を連載[4][5]。
- 「サマータイムレンダ」が、2022年4月よりアニメ化[5]、2023年1月23日にはMAGES.からビデオゲームが発売された[6]。

## 人物
ゲーム好き
大のゲームファンであることを公言している。例えば「サマータイムレンダ」コミックス4巻末のあとがきでは、同作を週刊連載しながら、2018年1月から9月までの9ヶ月間で大作アクションゲームを含むゲームソフトを少なくとも10本以上クリアしている。作品にもゲームから影響を受けたとみられる設定や描写が多い。

## 作品リスト

### 連載
- 瞳のカトブレパス（『週刊少年ジャンプ』2007年25号 - 40号） - 初連載。
- 鍵人 -カギジン-（『週刊少年ジャンプ』2009年33号 - 50号）
- メダロット7（『最強ジャンプ』2012年8月号 - 10月号、2013年1月号） - 短期連載。
- ガイストクラッシャー（『最強ジャンプ』2013年5月号 - 2015年5月号）
- ガイストクラッシャー ファースト（『Vジャンプ』 2013年 - 2014年）
- ガイストクラッシャー学園（『Vジャンプ』 2014年7月号 - 2015年2月号）
- サマータイムレンダ（『少年ジャンプ+』2017年10月23日 - 2021年2月1日）
- ゴーストフィクサーズ（『少年ジャンプ+』2024年3月22日[9] - 連載中）

### 読み切り
- 獏（『赤マルジャンプ』2003年WINTER号） - デビュー作。
- DEAD/UNDEAD（『青マルジャンプ』2004年）
- 空中図鑑（『赤マルジャンプ』2004年SUMMER号）
- 瞳のカトブレパス（『週刊少年ジャンプ』2006年40号）
- ジャメヴ（『赤マルジャンプ』2008年WINTER号） - 巻頭カラー。
- 鍵人 -カギジン-（『赤マルジャンプ』2009年WINTER号） - センターカラー。
- サマータイムレンダ2026 未然事故物件（『少年ジャンプ+』2022年4月14日 - 4月15日） - 『サマータイムレンダ』のスピンオフ作品。前後編。

### 書籍
- 『瞳のカトブレパス』、集英社〈ジャンプ・コミックス〉2007年、全2巻
- 『鍵人 -カギジン-』、集英社〈ジャンプ・コミックス〉2009年、全2巻
- 『ガイストクラッシャー』、集英社〈ジャンプ・コミックス〉2013年 - 2015年、全5巻
- 『ガイストクラッシャー ファースト』、集英社〈ジャンプ・コミックス〉2014年、全1巻
- 『サマータイムレンダ』、集英社〈ジャンプ・コミックス〉2018年 - 2021年、全13巻
- 『サマータイムレンダ2026 未然事故物件』、集英社〈ジャンプ・コミックス〉2022年、全1巻[10]
- 『ゴーストフィクサーズ』、集英社〈ジャンプ・コミックス〉2024年 - 刊行中、既刊5巻（2025年7月4日現在）

## 関連人物
荒木飛呂彦
師匠。大学卒業後『瞳のカトブレパス』の連載開始まで、荒木のスタジオでアシスタントを務めていた。
堀越耕平
アシスタント。
椎橋寛
同期。